# NGC 664

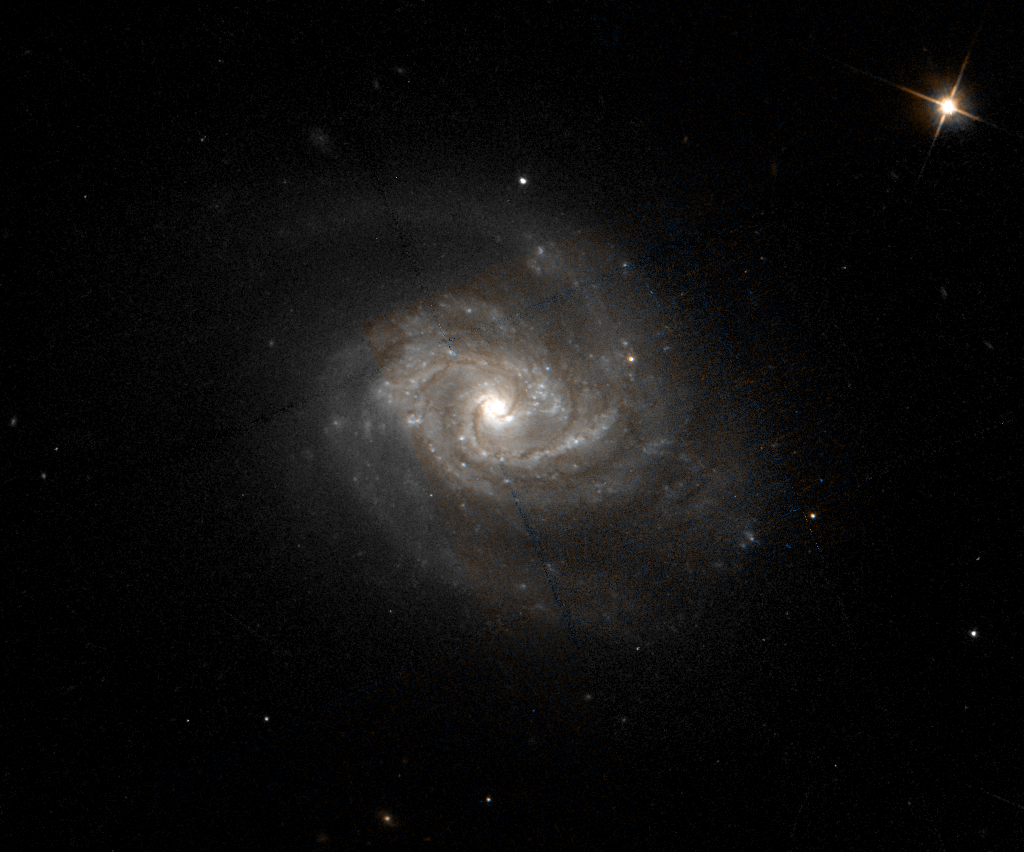
NGC 664

NGC 664 este o galaxie spirală situată în constelația Peștii. A fost descoperită în 24 septembrie 1830 de către John Herschel.